# Minicia
Minicia es un género de arañas araneomorfas de la familia Linyphiidae. Se encuentra en la zona holártica.

## Lista de especies
Según The World Spider Catalog 12.0:
- Minicia alticola Tanasevitch, 1990
- Minicia candida Denis, 1946
- Minicia caspiana Tanasevitch, 1990
- Minicia elegans Simon, 1894
- Minicia floresensis Wunderlich, 1992
- Minicia gomerae (Schmidt, 1975)
- Minicia grancanariensis Wunderlich, 1987
- Minicia kirghizica Tanasevitch, 1985
- Minicia marginella (Wider, 1834)
- Minicia pallida Eskov, 1995
- Minicia teneriffensis Wunderlich, 1979
- Minicia vittata Caporiacco, 1935